# La folia
La folia ("dårskapen"), eller Folie d'Espagne som det fullständiga namnet är, är en dansmelodi som spreds från Spanien och Portugal upp över Europa under 1500- och 1600-talen. 

## Musik som bygger på La folia (urval)
- 1622 Carlo Milanuzzi: Stycke för luta
- 1630 Girolamo Frescobaldi: Stycke för orgel
- 1700 Arcangelo Corelli: La Folia, sonata opus 5 nr 12 för violin
- 1723 Alessandro Scarlatti: Toccata för cembalo med variationer över La Folia
- 1737 Antonio Vivaldi: Sonata för två violiner och cello
- 1742 Johann Sebastian Bach: Ingår i Bondekantaten, BWV 212
- 1803 Carl Philipp Emanuel Bach: 12 variationer för cembalo
- 1863 Franz Liszt: Rhapsodie espagnole för piano
- 1932 Sergej Rachmaninov: Variationer på ett tema (La Folia) av Corelli opus 42 för orkester

### I Sverige
La folia har stark förankring också i folkliga traditioner. Bland annat förekommer melodin i många skillingtryck och i andra visor, till exempel Sinclairvisan.
Carl Michael Bellman använde också melodin för Fredmans sånger nr 5.
Olle Adolphsons visa Rim i juli bygger på samma melodi. Rim i juli bär också undertiteln Folia, vilket också är namnet på en samling visor och dikter av Adolphson.

## Folia
Folia (portugisiska 'dårskap', spanska folía, italienska follia, franska folie) är allmänt en portugisisk karnevalsdans i snabbt tempo ackompanjerad av gitarrer och kastanjetter. Under 1600-talet kom den till de franska hovet under begreppet Folie d’espagne och blev där lugnare och mer majestätisk.